# Windows 8
Windows 8 extinde suportul pentru o plajă mai largă de dispozitive, incluzând, dar nelimitându-se la computere desktop, computere portabile și tablete, edițiile ce se pot executa pe aceste dispozitive depinzând de arhitectura procesorului sistemului: x86, x64 sau ARM.
Windows 8 va fi disponibil în patru ediții generale, două dintre acestea fiind disponibile pentru publicul larg spre achiziționare: Windows 8 (denumit și Windows 8 Core), destinat utilizatorilor de computere ce nu au nevoie de funcționalități avansate pe computerele pe care le posedă, precum BitLocker, și Windows 8 Pro, conceput pentru utilizatorii ce au nevoie de instrumente avansate în lucrul pe computer. De asemenea, vor mai fi disponibile două ediții ale Windows 8: Windows 8 Enterprise, disponibil doar prin licențierea în volum pentru firme și Windows RT, preinstalat de către producătorii de echipamente pe dispozitive ce sunt motorizate de procesoare ARM. Windows 8 nu mai include componentele media precum Windows Media Center regăsite în versiuni precedente ale Windows în niciuna dintre edițiile sale. Deși Windows RT împarte același cod sursă cu celelalte versiuni ale Windows 8, această versiune nu va putea rula aplicații desktop, exceptând o versiune specială a Microsoft Office 2013. Edițiile Windows 8 Core, Windows 8 Pro și Windows 8 Enterprise sunt divizate în versiuni pentru sisteme cu procesoare x86, respectiv x64. De asemenea, aceste 3 versiuni posedă și ediții cu funcționalitate redusă disponibile pentru diferite piețe (de exemplu, edițiile N ale Windows 8 nu includ Windows Media Player și componentele asociate). Windows 8 va permite upgrade-ul de la oricare versiune anterioară de Windows, începând de la Windows XP.
Windows 8 include în toate edițiile interfața grafică cu utilizatorul Modern și posibilitatea de instalare de la Windows Store și de folosire a aplicațiilor concepute pentru această interfață. Interfața Modern reprezintă modul implicit de interacționare cu Windows 8 și nu poate fi dezactivată în niciuna din edițiile Windows 8. Pe de altă parte, regulile de design și interfață Windows Aero incluse în Windows 8 au fost modificate pentru îmbunătățirea autonomiei dispozitivelor mobile și ușurința în utilizarea cu degetul: ferestrele nu mai au cadru transparent în tema Aero, iar ferestrele au butoane de acțiune mari, simplificate și nu mai au margini rotunjite. De altfel, numele Aero nu mai este folosit în denumirile funcțiilor ce fac parte din această caracteristică (de exemplu Aero Peek e redenumit Peek).
Windows 8 va fi disponibil către publicul larg începând cu 26 octombrie 2012. Finalizarea versiunii a avut loc în data de 1 august 2012 (build 9200), atunci când Windows 8 a fost trimis către diverși producători de computere și alte echipamente digitale. Începând cu 15 august 2012, Windows 8 a devenit disponibil spre descărcare demonstrativă, sub formă de trial, către abonații Rețelei de dezvoltatori Microsoft (Microsoft Developer Network).
Aplicațiile concepute pentru interfața Modern vor putea fi rulate pe toate edițiile și procesoarele suportate de Windows 8. Aplicațiile desktop sunt suportate numai de edițiile Windows 8 Core, Windows 8 Pro și Windows 8 Enterprise (cu excepția Microsoft Office 2013 ce rulează pe Windows RT) și depind de arhitectura procesorului computerului astfel: edițiile pe 32 de biți ale Windows 8 rulează aplicații pe 16 și 32 de biți, dar nu și pe 64 de biți; edițiile pe 64 de biți ale Windows 8 rulează aplicații pe 32 și 64 de biți, dar nu și pe 16 biți.

## Cerințe hardware minime
Conform Microsoft, Windows 8 are aceleași cerințe de sistem precum Windows 7. De asemenea, Windows 8 suportă toate aplicațiile ce se execută pe Windows 7. 
| Arhitectură                    | x86 (32 biți) | x64 (64 biți) |
| Procesor                       | procesor x86 la 1 GHz                                                                                             | procesor x64 la 1 GHz                                                                                             |
| Memorie cu acces aleator (RAM) | 1 GO | 2 GO |
| Placă video                    | procesor grafic cu DirectX 11.2 și cu WDDM 1.0 (Opțional; necesar numai pentru accelerare hardware pentru efecte) | procesor grafic cu DirectX 11.2 și cu WDDM 1.0 (Opțional; necesar numai pentru accelerare hardware pentru efecte) |
| HDD - spațiu liber             | 16 GO de spațiu liber pe disc                                                                                     | 20 GO de spațiu liber pe disc                                                                                     |

Un ecran multi-touch este, de asemenea, necesar pentru a profita de facilitatea de atingere. Pentru aplicații concepute pentru interfața Modern este necesară o rezoluție minimă a ecranului de 1.024 x 768 pixeli, iar pentru a le alinia, este necesară o rezoluție minimă a ecranului de 1.366 X 768 pixeli.

### Windows 8 Upgrade Assistant
Windows 8 Upgrade Assistant este un program gratuit, produs de Microsoft, disponibil pe site-ul Microsoft, având ca scop testarea unui calculator pentru a vedea dacă îndeplinește cerințele hardware minime pentru upgrade-ul sistemului de operare la Windows 8. De asemenea, acest program inspectează calculatorul pentru a detecta dacă programele instalate sunt compatibile cu Windows 8, și furnizează într-un raport programele care nu sunt compatibile, iar pentru unele din aceste programe, alternative de înlocuire a acestora. Este compatibil cu sistemele de operare Windows XP, Windows Vista și Windows 7. 

## Fazele dezvoltării sistemului de operare Windows 8
- Octombrie 2009: Microsoft caută programatori prin anunțuri de angajare și reunește o echipă de dezvoltare.
- Februarie 2010: planificarea și conceperea noului Windows.
Iunie: blogger-ul italian Francisco Martin publică detalii despre funcția de start rapid, suportul pentru Kinect, App Store și alte caracteristici din Windows 8.
August: se atinge reperul „Milestone 1”, apar pe Internet primele capturi de ecran.
- Ianuarie 2011: Steven Sinofsky, șef al diviziei Windows la Microsoft, prezintă o versiune pre-release a lui Windows 8 pentru procesoare ARM, la târgul CES din Las Vegas. Situl wzor.net dezvăluie data punerii în vânzare și detalii despre versiunile beta planificate.
Februarie: este atins Milestone 2, componente din acesta ajung în serviciile de file sharing.
August: Milestone 3 este atins; include Internet Explorer 10.
Septembrie: versiunea „Developer Preview” este lansată la conferința build.
- Februarie 2012: Versiunea „Consumer Preview” este lansată la conferința MWC.
Iunie: versiunea „Release Preview” va fi lansată la conferința mix.
Octombrie: versiunea completă Release To Manufacturing (RTM) va fi livrată către distribuitori, dezvoltatori și abonați MSDN.
- 7 ianuarie 2012: va începe comercializarea oficială („release”) pentru Windows 8.
8 ianuarie: Steve Ballmer va prezenta noul sistem de operare la târgul anual CES din Las Vegas.
- 9 iulie 2012: Microsoft a anunțat că noul său sistem de operare Windows 8 va fi lansat spre sfârșitul lunii octombrie 2012, pentru a avea timp să-l adapteze la o varietate cât mai mare de sisteme mobile și gadgeturi, transmite AFP. Acest anunț a fost făcut cu ocazia conferinței Worldwide Partner de la Toronto, Canada. Directorul de comunicații al Microsoft, Brandon LeBlanc, a declarat: „Windows 8 este pe cale să intre în producție în prima săptămână din luna august și va deveni disponibil pentru marele public la sfârșitul lunii octombrie”. El a mai adăugat că Windows 8 va fi particularizat în 109 de limbi și dialecte din întreaga lume.[4]
- Octombrie 2013:Windows 8.1 este adăugat cu un buton de start și cu aplicații reînnoite.
- Ianuarie 2016: Windows 8 nu mai este acceptat de câtre Microsoft, trebuie Windows 8.1 pentru a continua asistența